# Піщана Глинка
Селище Піщана Глинка - мікрорайон міського округу Самара, розташований в Куйбишевському районі Самари, поблизу перетину шосе Р -224 с Південним шосе. Селище Піщана Глинка з моменту його заснування і до 1960 року носив назву Піщане. Після 1960 року поселення іменувалося «Червона Глинка». У 1980 році перейменований в Піщана Глинка. Відноситься до 4-му одномандатному виборчому округу Самари.
На території селища розташоване однойменне кладовище.

## Історія
У XVIII столітті на місці майбутнього селища було побудовано маєток графа Орлова. Маєток залишався до 1964 року, після чого на його місці був побудований Наркологічний диспансер .
Перше поселення на цьому місці, під назвою «Піщане»  (рос. Писчане) було засновано в 1930 году. Після Великої Вітчизняної Війни тут розташовувалося одне з відділень радгоспу Кряж. У 1955 році в Червоній Глінці з'явилося кладовище. У середині 60-х це відділення радгоспу Кряж був розформований. Після розформування відділення радгоспу довгий час носив нову назву - «Червона Глинка». Дві Червоні Глинки існували в Куйбишеві аж до середини 80-х годов. В 1970 у став селищем.
В 2013 у на півночі селища Піщана Глинка почалося будівництво котеджного селища «Завидово», який, згідно Генплану міста Самара, повинен стати частиною проекту з активному розвитку Куйбишевського району. Ряд девелоперських компаній заявили про плани щодо реалізації великих проектів в цьому напрямку, що стосуються як житлової, так і комерційної забудови. 

### Пожежа у Піщаній Глинці
13 жовтня 2012 року в Куйбишевському районі Самари в селищі Піщана Глинка на 2-й лінії горів дачний будинок на загальній площі 20 кв. м. Сигнал про спалах надійшов на пульт чергового в 2:26. До місця пожежі прибули 8 чоловік особового складу, 2 одиниці основної пожежної техніки.
Пожежа була локалізована протягом 20 хвилин і в 2:51 ліквідовано. Про це повідомили в прес-службі ГУ МНС Росії по Самарській області.

## Структура селища

### Будинки і споруди
- Будівля адміністрації Піщаної Глинки (Перша лінія, 59)
- Самарський обласний наркологічний диспансер (Південне шосе, 18)

### Вулиці Піщаної Глінки
Селище розділене на вулиці: 
- Гора смерті
- Вулиця Лісна
- Вулиця Нова
- Вулиця Радгоспна
- Вулиця Сонячна
- Вулиця Фестивальна

## Найближчі околиці
Селище знаходиться в слабозаселеному місці, частина його території займає однойменне кладовищі. На схід Піщаної Глинки знаходиться селище Рубіжний. А по Південному шосе, ближче до річки Самарі, розташовується кілька автосалонів, і торговий центр "Комора". Північніше Піщаної Глинки є два озера: Шишкине і Червоне. Південніше Піщаної Глінки знаходиться мікрорайон «Південне Місто». Даний мікрорайон пов'язують з центром міста дві магістралі - вул. Уральська і Південне шосе. Також очікується введення в експлуатацію Кіровського мосту, який також буде вести до селища.

## Транспорт
Міські муніципальні автобусні маршрути № 26, 36 і 63 
 
Приміські автобуси № 429 (Барбошіна поляна — Новокуйбишевськ) і 492 (Аквапарк — Новокуйбишевськ)
Зупинки громадського транспорту «сільгоспярмарках» (по Південному шосе) і «Лікарня».

## Відомі жителі Піщаної Глінки
- Анатолій Михайлович Мулюкіна (1935-2011) - поет, письменник і философ[12][13].
- Галина Михайлівна Тютіна (1932-2002) - лікар, перший Самарський нарколог. Головний лікар Самарського наркологічного диспансеру з 1964 по 1989[5]

### Селище в мистецтві
- Згадується в романі Дмитра Манасипова «Дорога сталі і надії». Роман видано в рамках «Всесвіту Метро 2033».

## Галерея

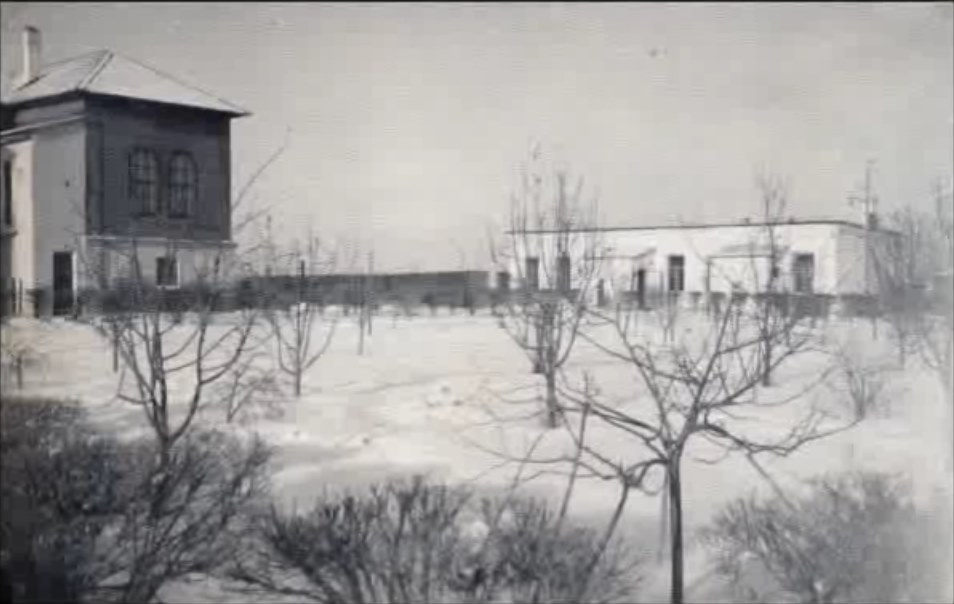
Колишній маєток графа Орлова, на місці якого був побудований наркологічний диспансер
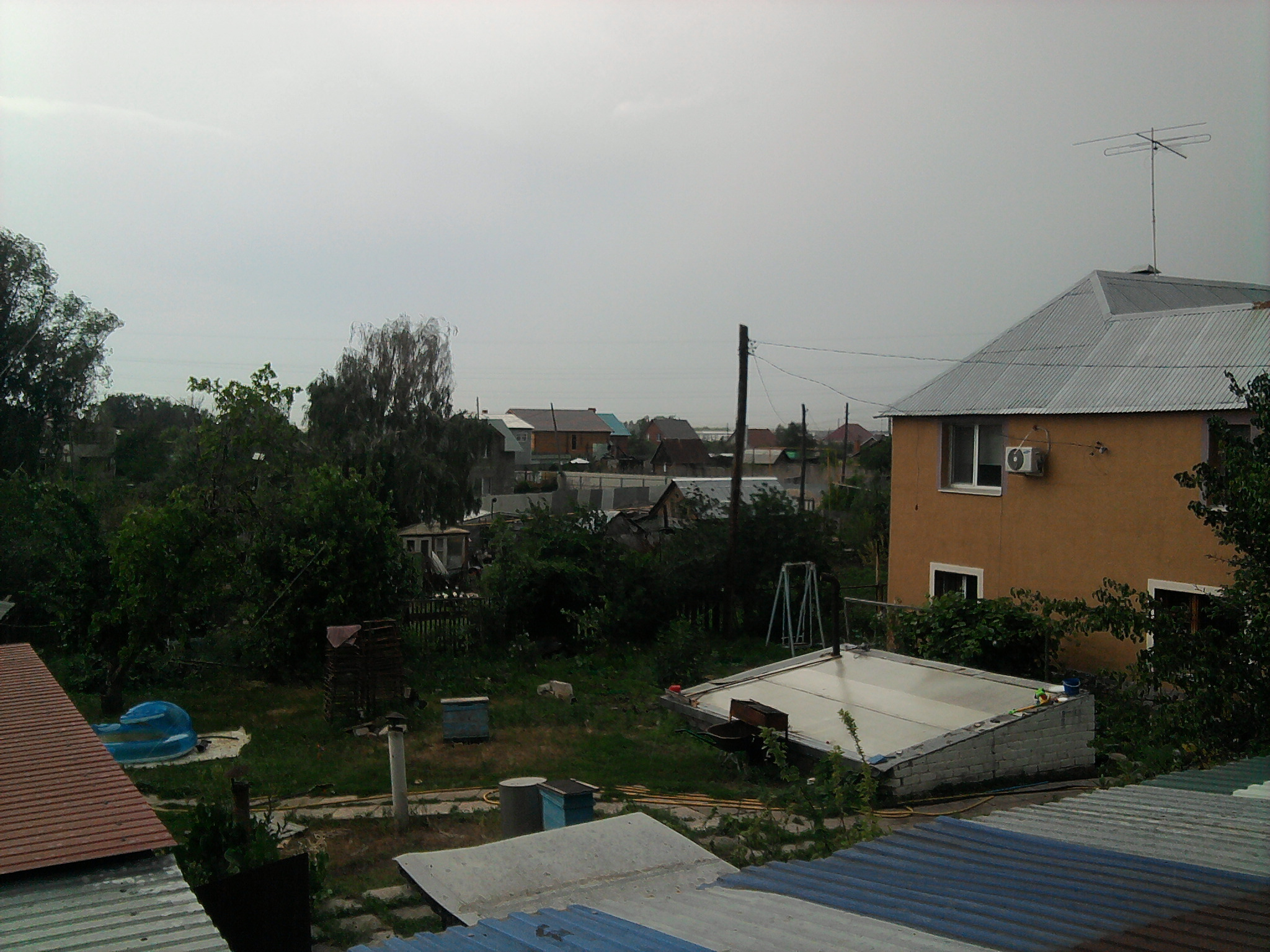
Вид на Піщану Глінку
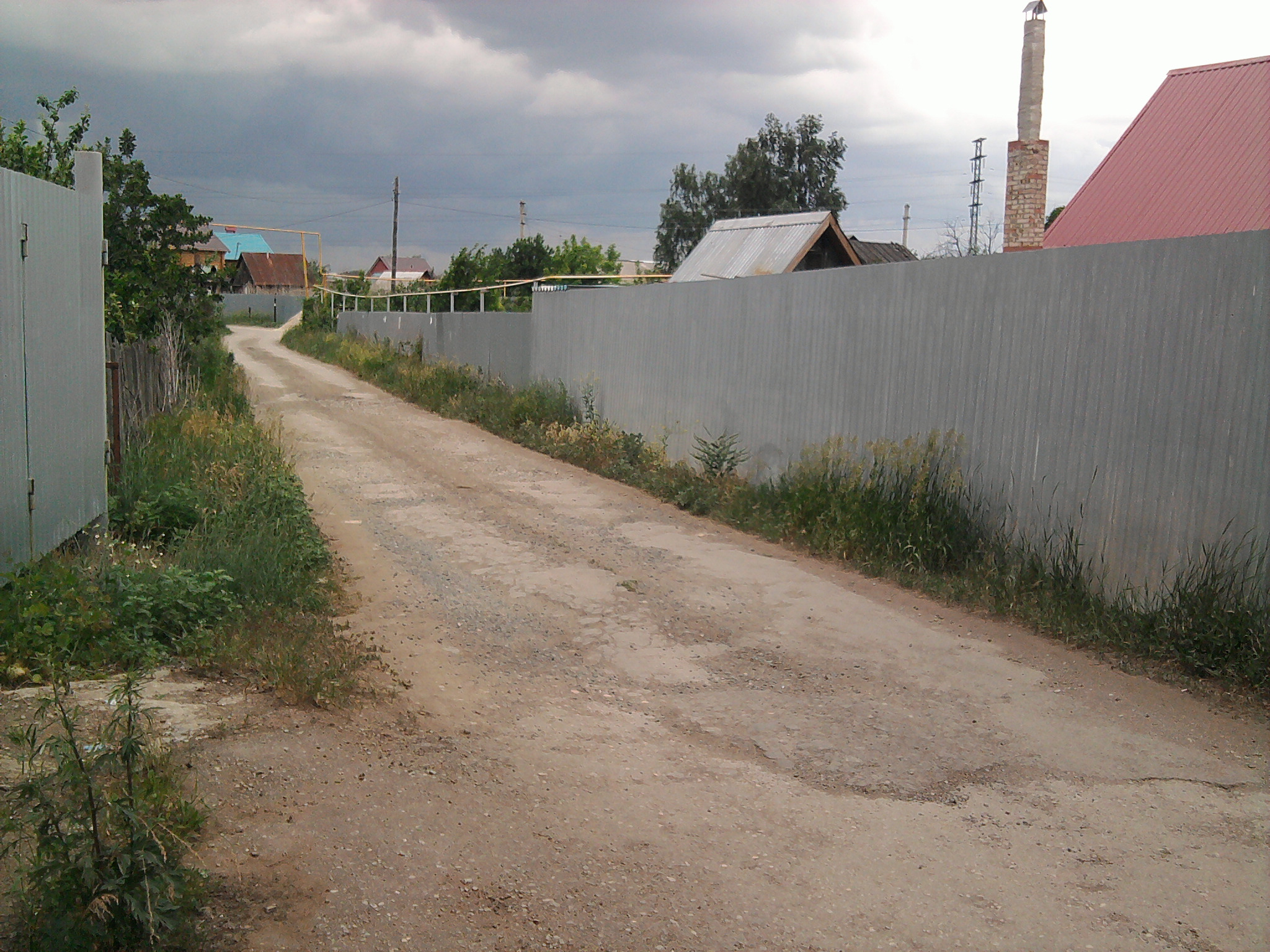
Вулиця Фестивальна
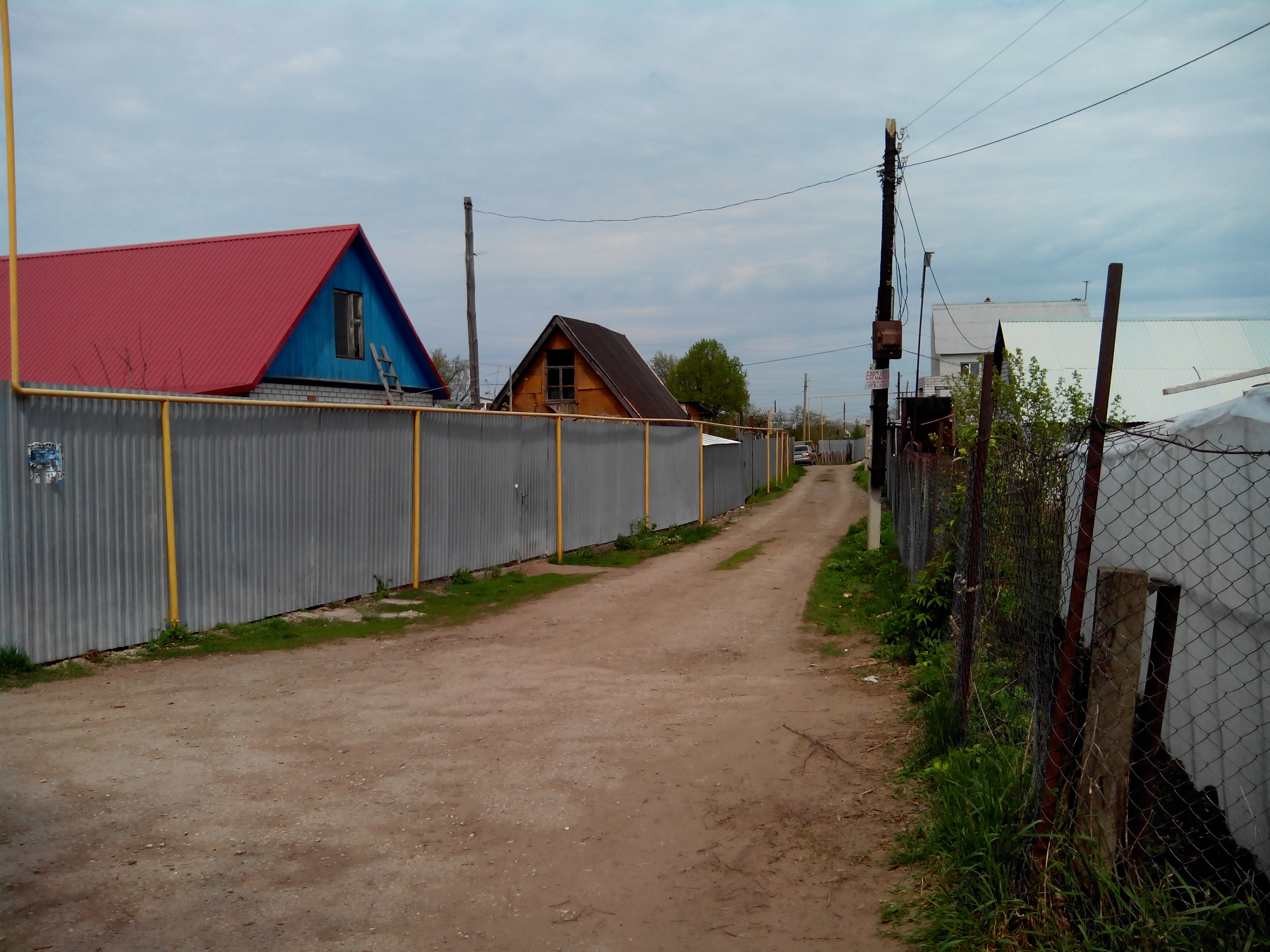
Фестивальний провулок
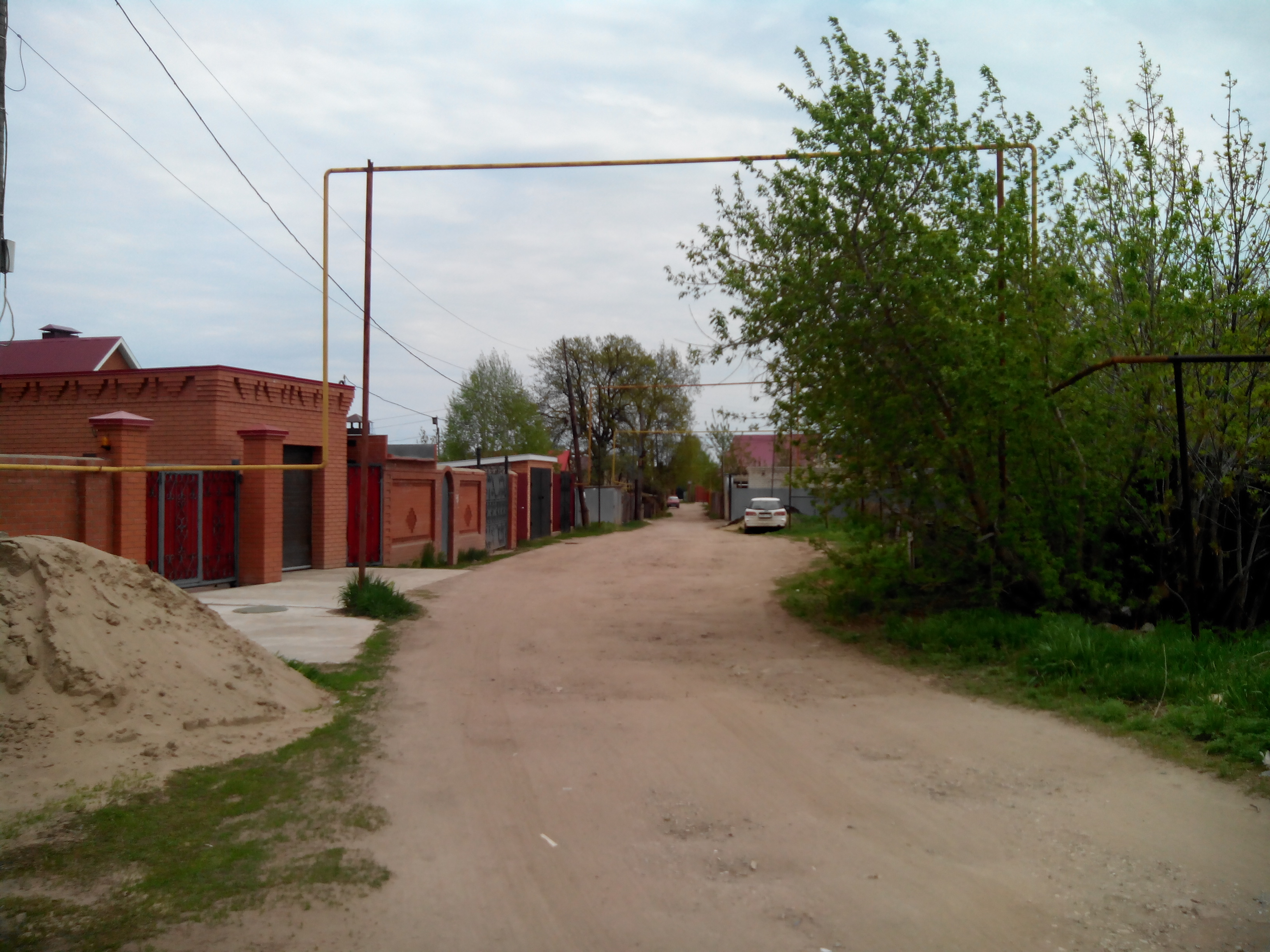
Перша лінія
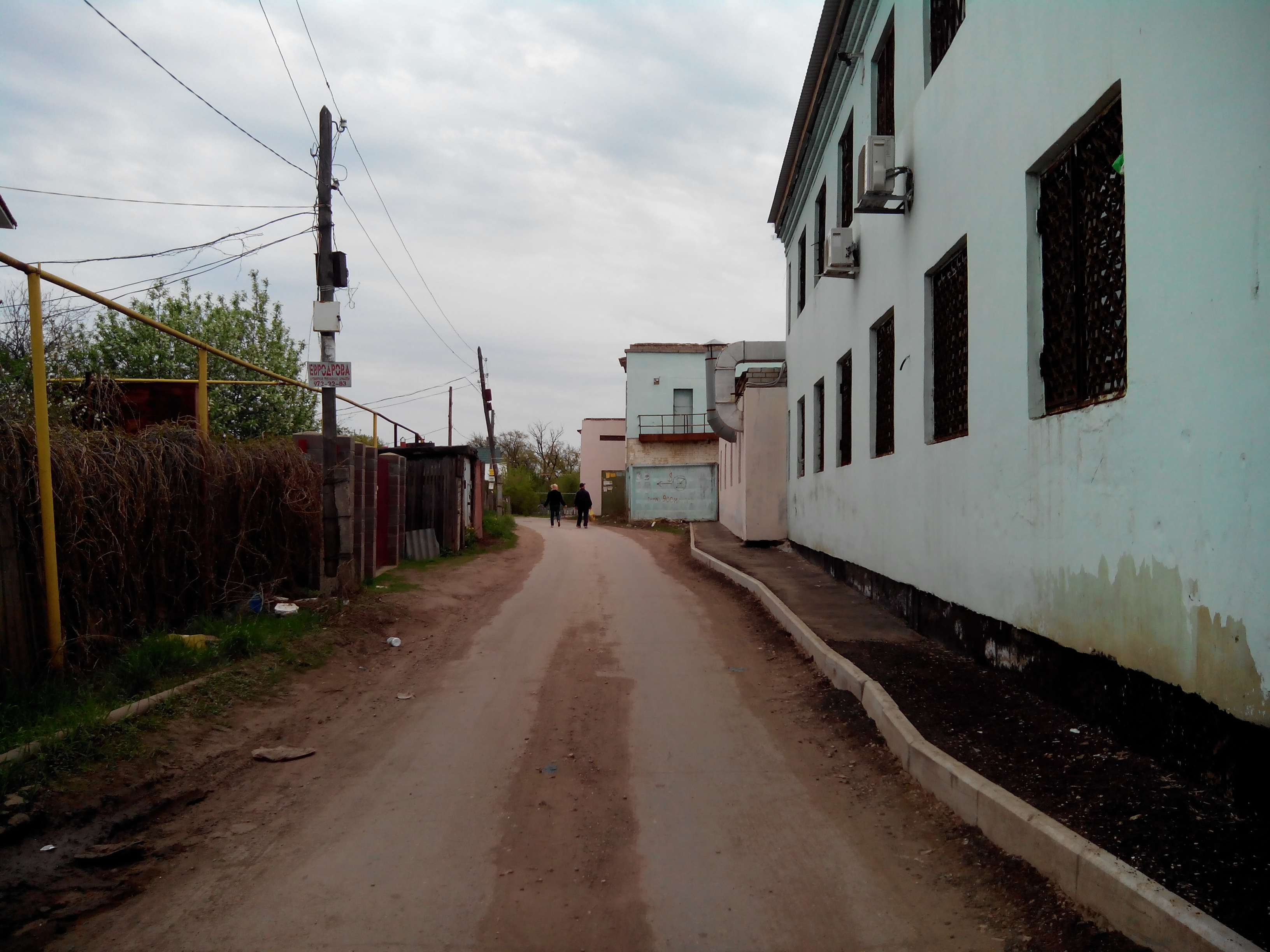
Вулиця Сонячна
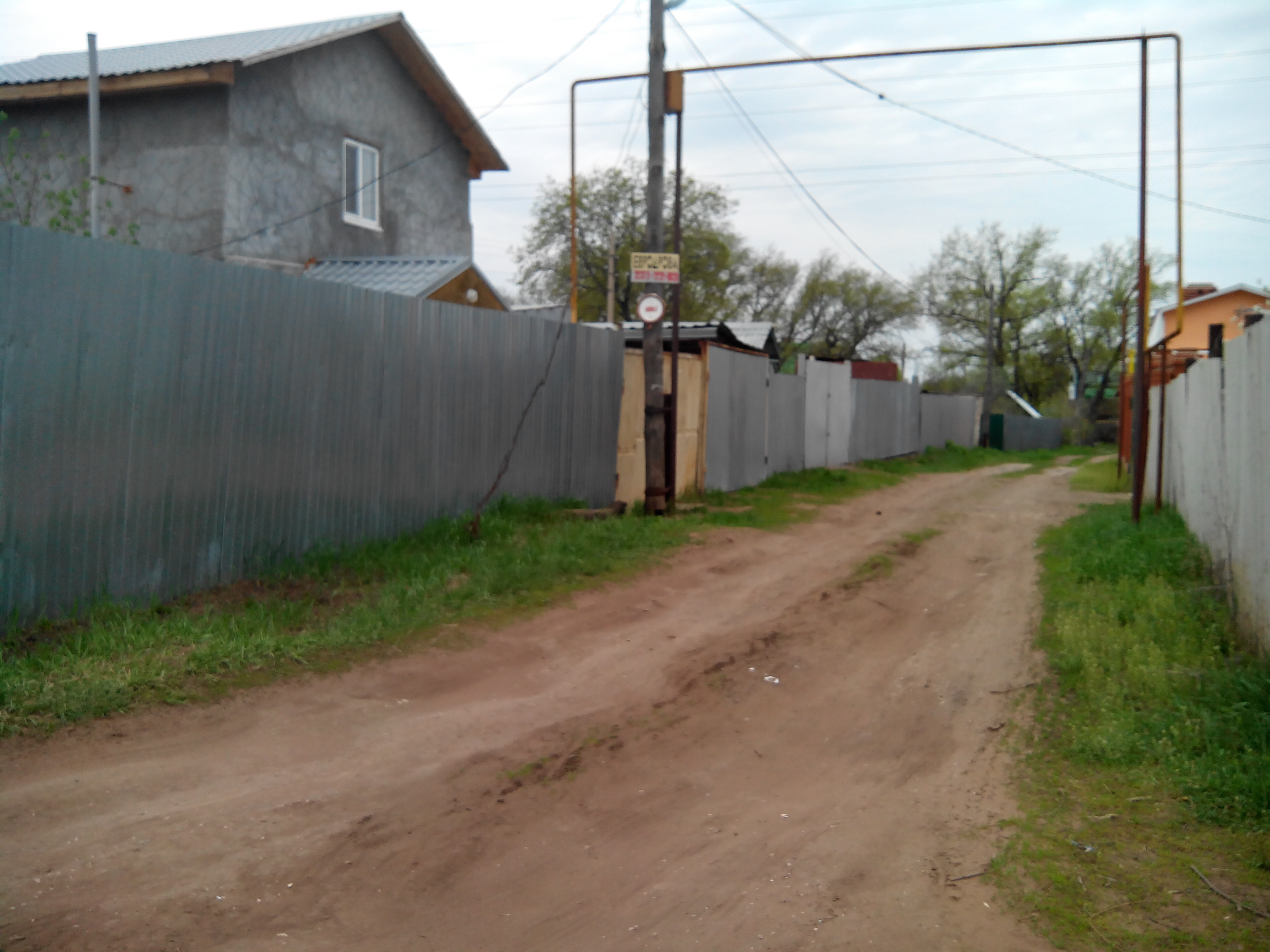
Вулиця Нова
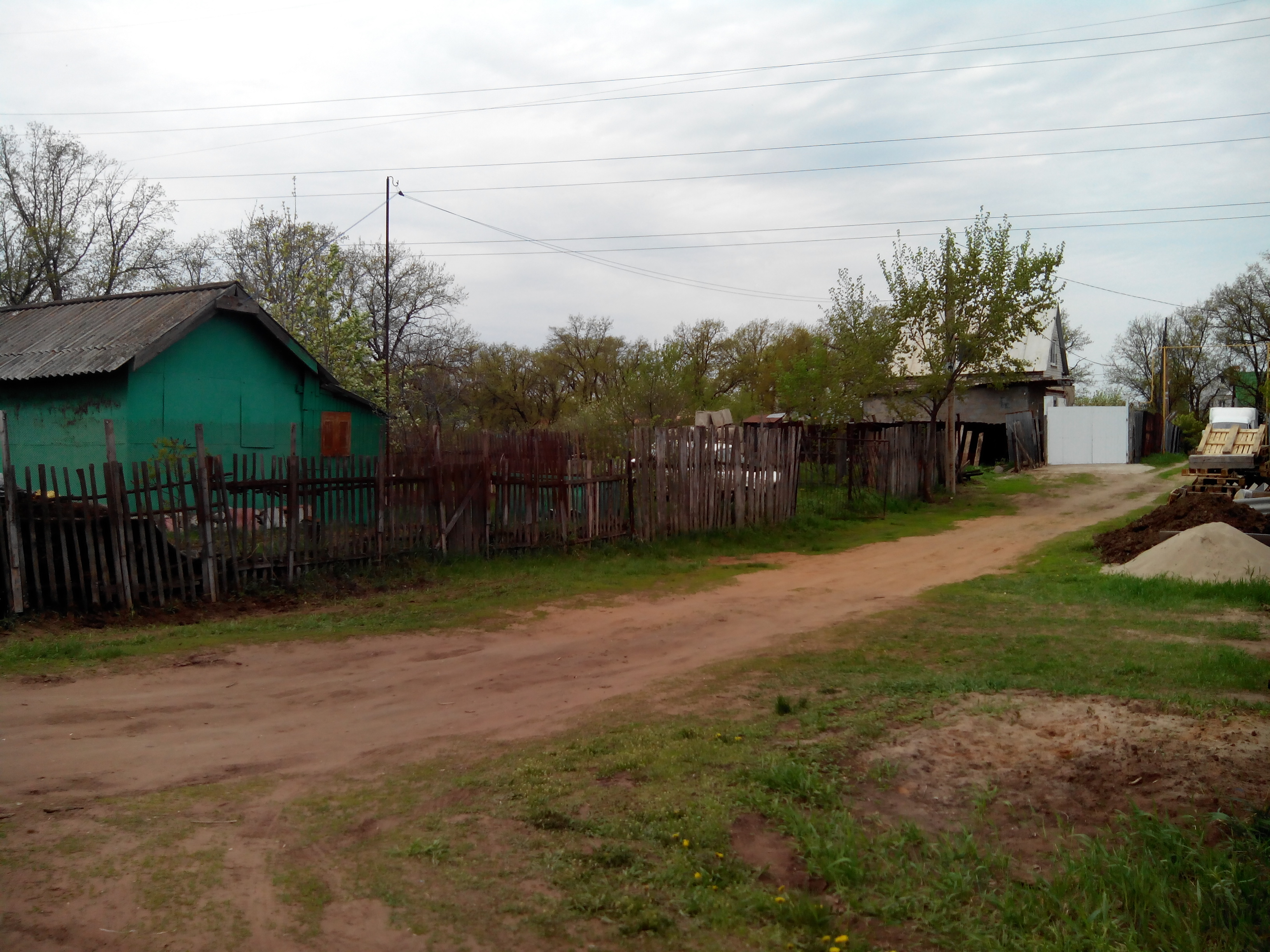
Вулиця Радгоспна
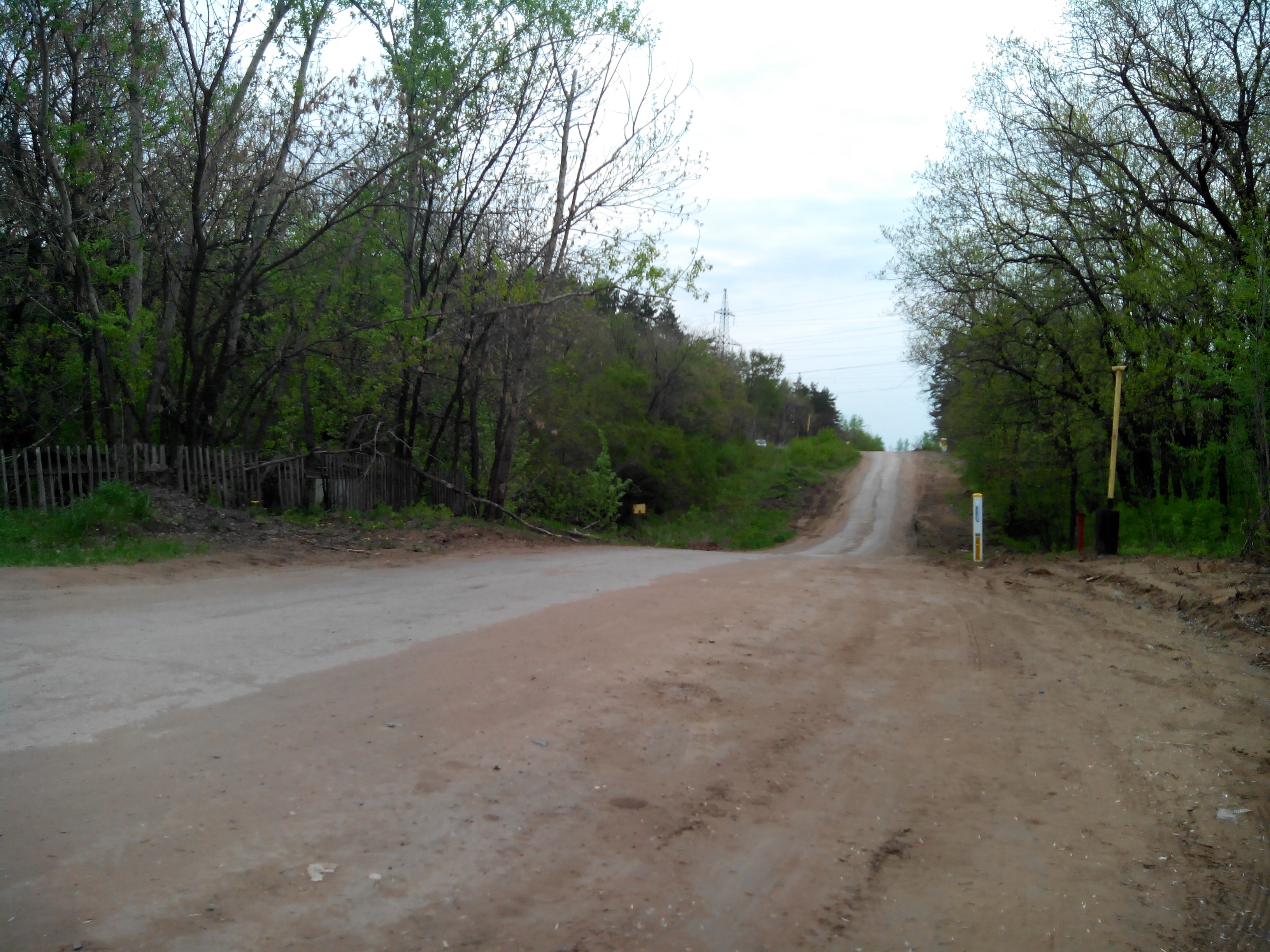
Вулиця Радгоспна в районі кладовища «Піщана Глінка»
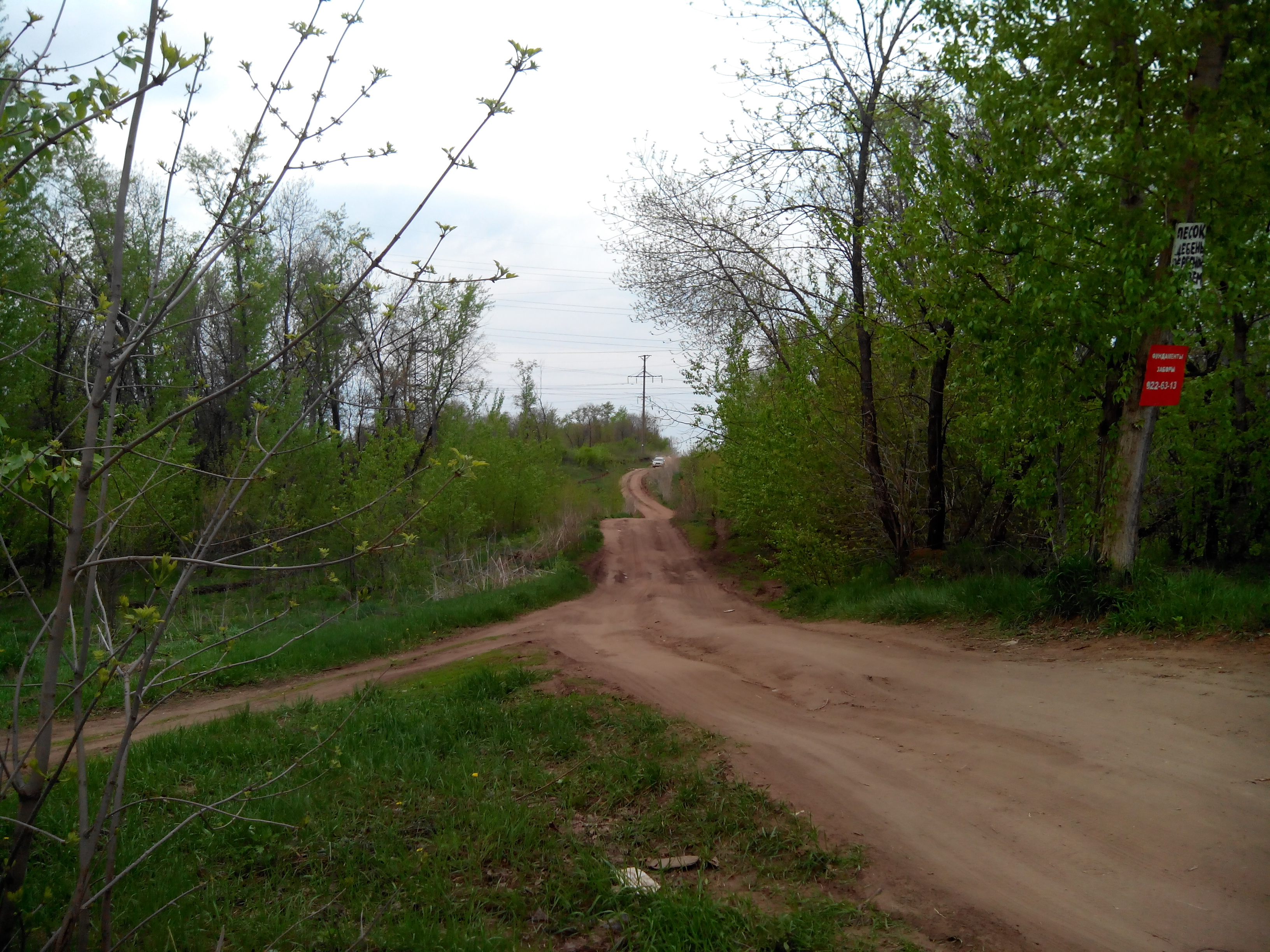
Вулиця Гора смерті
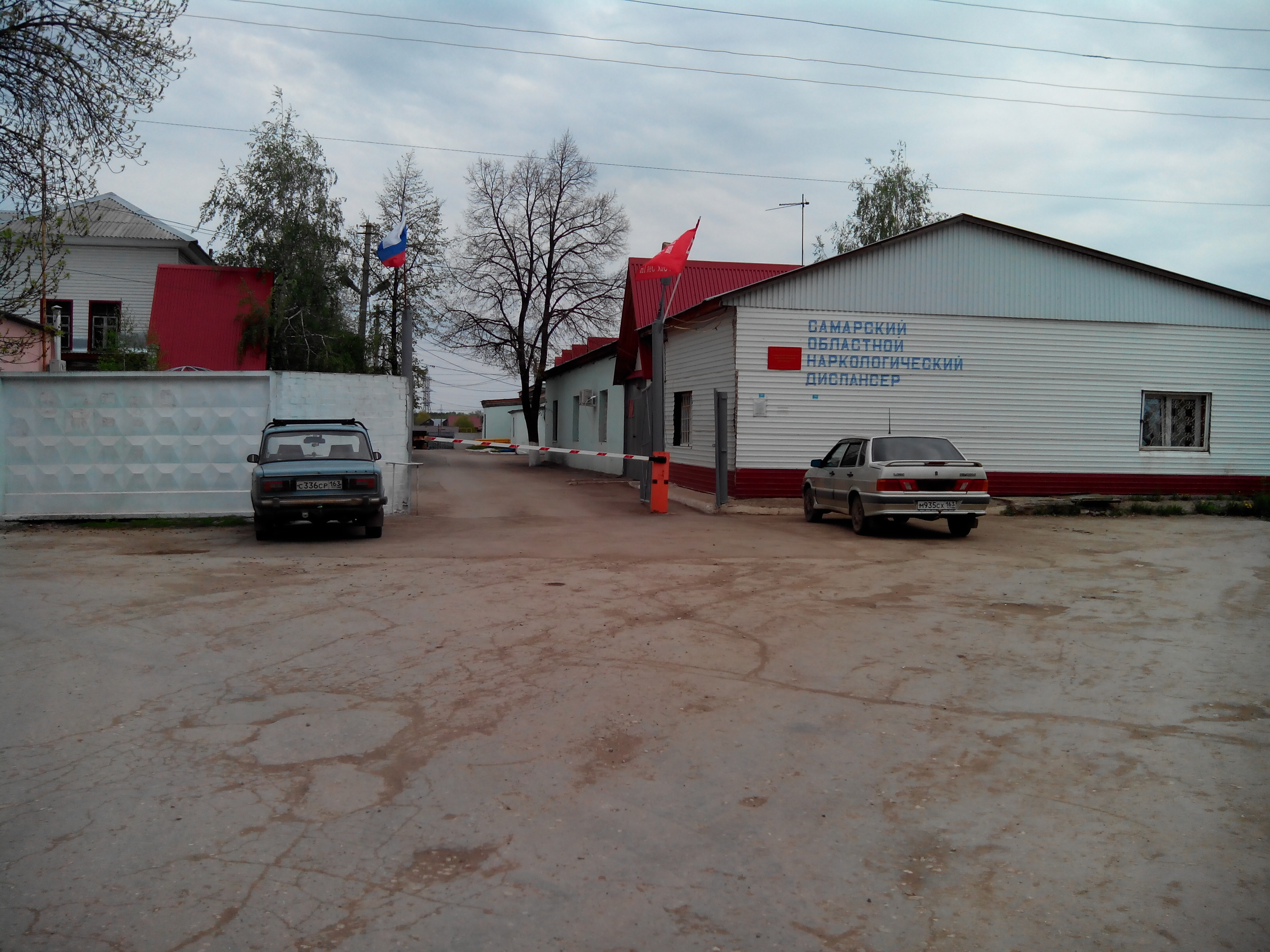
Самарський обласний наркологічний диспансер
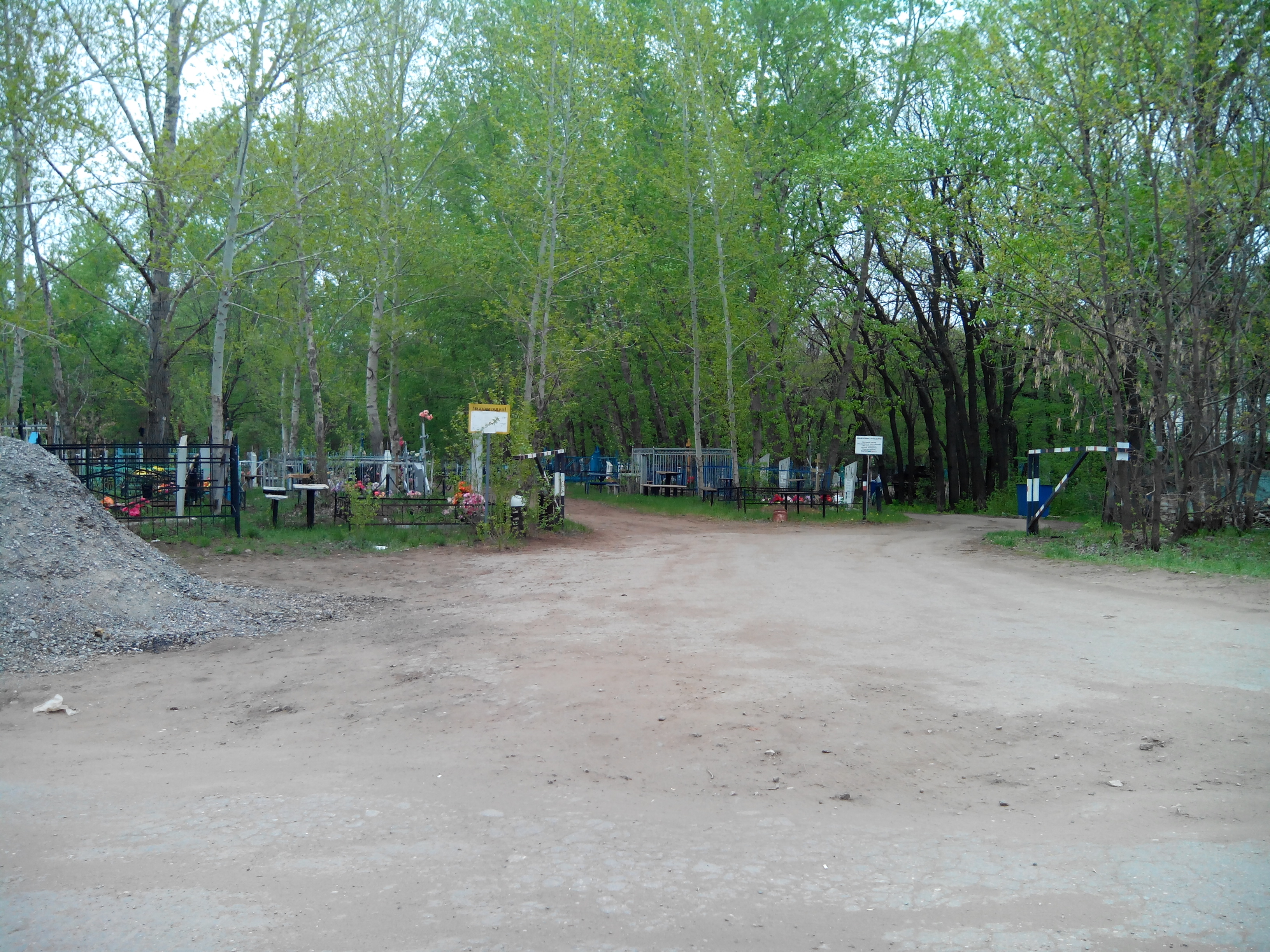
Кладовище «Піщана Глінка»
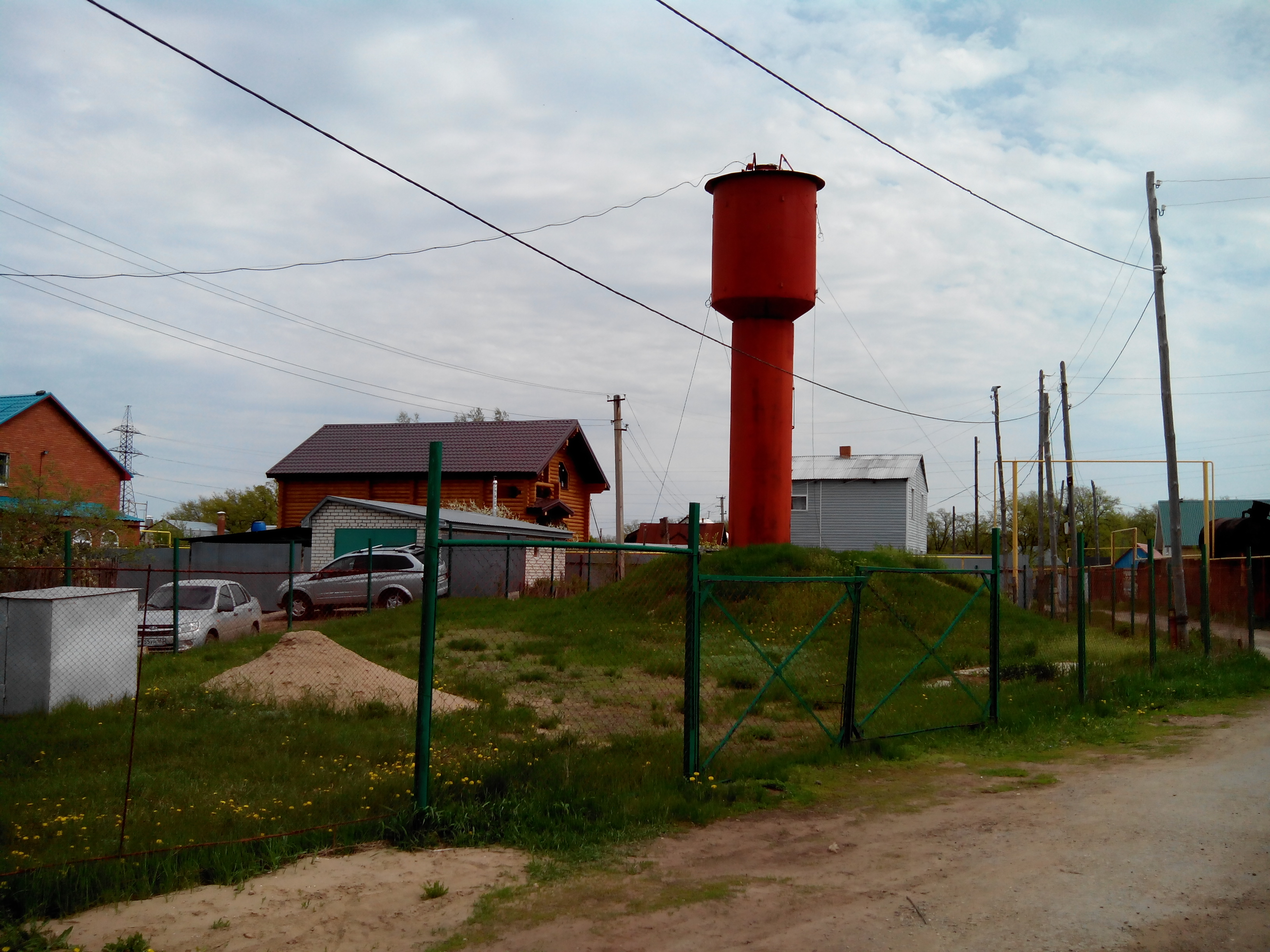
Водокачка у Піщаній Глинці
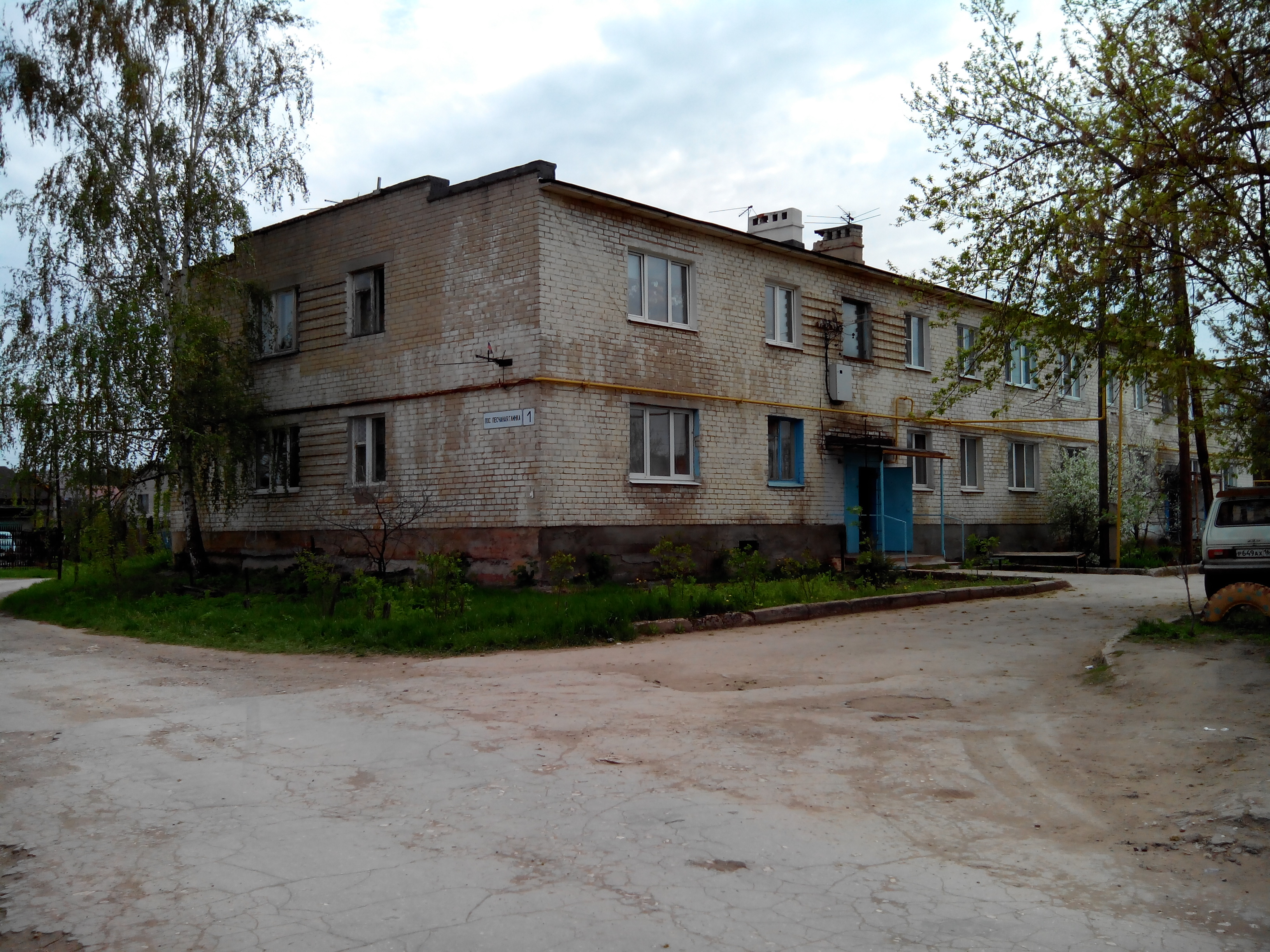
Багатоповерховий будинок, що належить наркологічному диспансеру (сел. Піщана Глинка, 1)
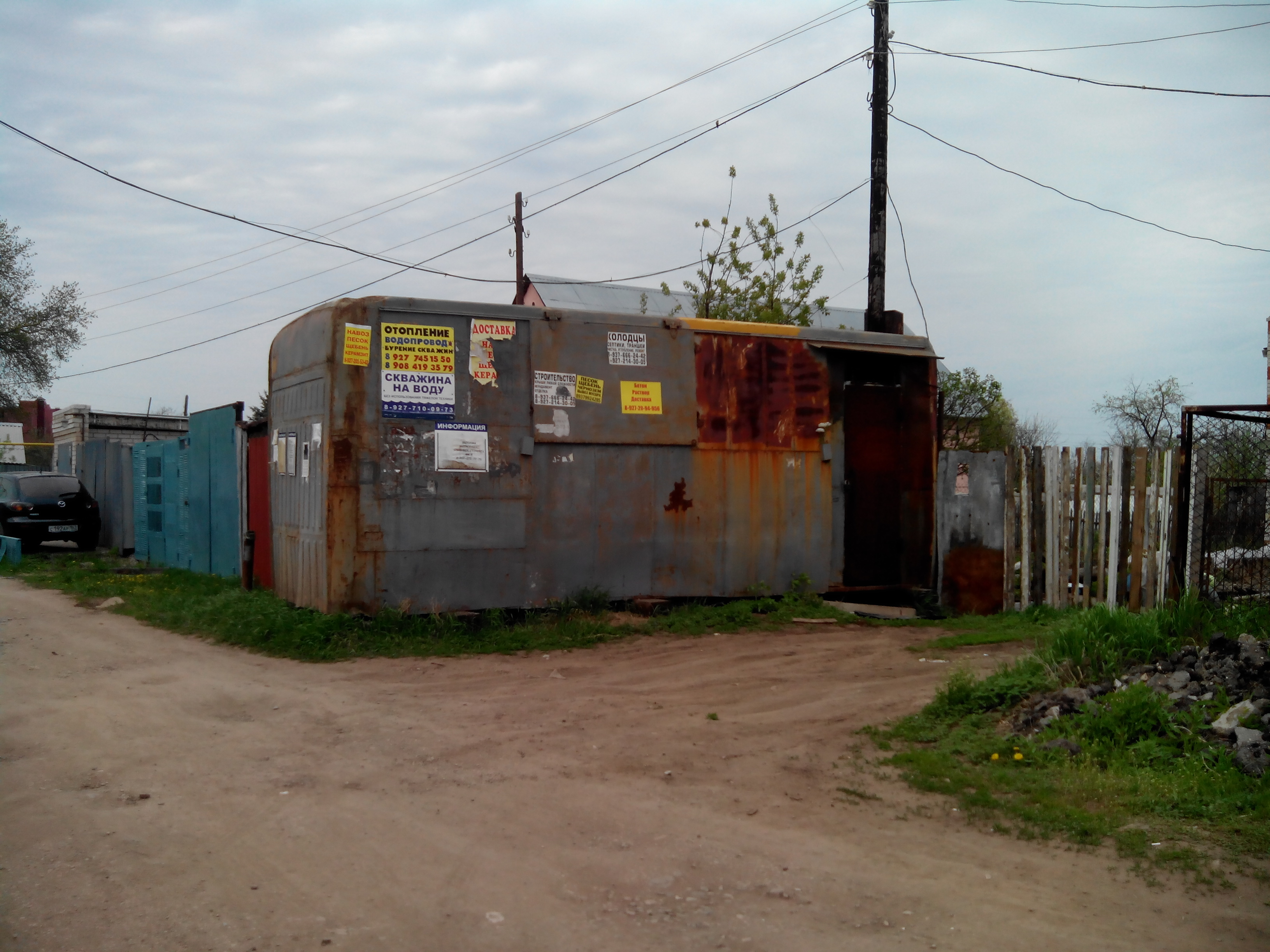
Адміністрація Піщаної Глинки